# Universitatea Paris 2 Panthéon-Assas
Universitatea Paris 2 Panthéon-Assas o universitate din Paris. A fost înființată după reforma universitară din 1 ianuarie 1971. Universitatea are aproximativ 19.000 de studenți, dintre care puțin sub 15.000 studiază dreptul și un personal profesional și administrativ de 2.412.
Numele Panthéon-Assas se datorează faptului că Panthéonul este foarte aproape de universitate și că clădirea principală este situată pe rue d'Assas. Universitatea este situată la vest de Grădina Luxemburg. Cartierul studențesc clasic al orașului, Cartierul Latin, nu este departe.
Pe lângă drept și economie, predă și administrație publică, politică și științe sociale.